# Brad Stevens
Bradley Kent Stevens (* 22. Oktober 1976 in Greenville, South Carolina) ist ein US-amerikanischer Basketballfunktionär und ehemaliger -trainer. Er war zwischen 2013 und 2021 Chefcoach der Boston Celtics. Nach dem Ausscheiden in der ersten Runde der Postseason übernahm Stevens Danny Ainges Funktion als President of Basketball Operations am 1. Juni nach dessen Rücktritt. In der Saison 2023/24 gewann er den NBA Executive of the Year Award.

## Karriere

### Spieler
1979 zog Stevens mit seinen Eltern von Greenville (US-Bundesstaat South Carolina) nach Zionsville in Indiana. Sein Vater spielte American Football an der Indiana University. Brad Stevens spielte Basketball an der Zionsville High School und von 1995 bis 1999 für die Mannschaft der DePauw University im US-Bundesstaat Indiana. Er bestritt 103 Spiele für die Mannschaft in der dritten NCAA-Division und erzielte als Aufbauspieler 7,7 Punkte sowie 1,3 Korbvorlagen im Schnitt. Stevens belegte an der DePauw University das Hauptfach Wirtschaft.

### Butler Bulldogs (2001 bis 2013)
Nachdem der damalige Coach Thad Matta die Butler University nach der Saison 2000/01 verlassen hatte, ernannte der neue Cheftrainer Todd Lickliter Stevens zum Assistenztrainer. Stevens wurde in sämtliche Bereiche des Spiels eingebunden. So arbeitete er in der Trainingsgestaltung, der Spielvorbereitung mit, brachte sich während der Spiele ein, war aber auch für das Anwerben neuer Spieler zuständig. Während seiner sechsjährigen Zeit als Assistenztrainer erreichte Butler eine Bilanz von 131 Siegen und 61 Niederlagen.
Im April 2007 übernahm Stevens das Amt des Cheftrainers, da Todd Lickliter an die Universität von Iowa wechselte. In den sechs Jahren als Hauptverantwortlicher der Hochschulmannschaft der Butler University unterlag man 2010 und 2011 jeweils im Finale der NCAA Division I Basketball Championship. In sechs Jahren erreichte Butler unter seiner Leitung eine Bilanz von 166 Siegen und 49 Niederlagen. Unter Stevens wurden Gordon Hayward und Shelvin Mack zu Profispielern geformt, die in die NBA gingen.

### Boston Celtics (seit 2013)
Vor der NBA-Saison 2013/14 wurde Brad Stevens zum neuen Cheftrainer der Boston Celtics ernannt. Mit einer Bilanz von 25 Siegen und 57 Niederlagen wurden die Playoffs in seinem ersten Jahr allerdings deutlich verpasst.
In der darauffolgenden Saison qualifizierten sich die Celtics entgegen allen Erwartungen für die mit einer Bilanz von 40 Siegen und 42 Niederlagen für die Meisterschaftsendrunde, indem sie den siebten Platz in der Eastern Conference erreichten. Für diese Leistung wurde Stevens Vierter bei der Wahl zum NBA Coach of the Year Award 2015. Dies änderte jedoch nichts daran, dass sich die Celtics in der ersten Runde sieglos gegen die Cleveland Cavaliers aus den Playoffs verabschieden mussten.
In der Saison 2015/16 verbesserte Stevens die Celtics weiter. Mithilfe von 48 Siegen belegten sie am Ende den fünften Platz in der Eastern Conference. In den Playoffs schied man allerdings wieder in der ersten Runde, diesmal gegen die Atlanta Hawks, aus.
Überraschend erreichte Boston in der Saison 2016/17 unter Stevens mit 53 Siegen den ersten Platz in der Eastern Conference und sicherte sich somit den Heimvorteil während der Playoffs. In diesen setzten sie sich erst gegen die Chicago Bulls in sechs, danach gegen die Washington Wizards in sieben Spielen durch. In den Conference-Finalspielen war jedoch gegen die Cleveland Cavaliers Endstation, welchen man lediglich einen Sieg abringen konnte.